# Thomas Wilson Brown
Thomas Wilson Brown (* 27. Dezember 1972 in Lusk, Wyoming) ist ein US-amerikanischer Filmschauspieler und Filmproduzent.

## Leben
Thomas Wilson Brown, der auf dem Rücksitz eines Autos geboren wurde, wuchs die ersten sieben Lebensjahre auf der Farm seiner Eltern Byron Brown und Margaret Mary West in Wyoming auf, ehe er mit ihnen nach New Mexico kam. Vier Tage nach seinem neunten Geburtstag starb seine Mutter an Krebs. Ebenfalls an Krebs starb sein Vater wenige Jahre später.
Schon früh nahm Brown Schauspiel- und Tanzunterricht und stand 1985, im Alter von 14 Jahren, im Western Silverado erstmals vor der Kamera. In Unser Haus (Our House), einer kurzlebigen Fernsehserie, verkörperte er 1987 die Nebenrolle des Mark. 1989 stand er in seiner wohl bekanntesten Rolle vor der Kamera. In Liebling, ich habe die Kinder geschrumpft verkörperte er eines jener Kinder, die durch das missglückte Experiment eines Wissenschaftlers auf Millimetergröße geschrumpft werden. 1991 wurde er für seine Darstellung für den Saturn Award nominiert.
Brown hat es jedoch nie geschafft, sich im Showbusiness von Hollywood zu etablieren, und stand in den 1990er Jahren als Gastdarsteller von Fernsehserien, wie etwa Beverly Hills, 90210, Nash Bridges oder Walker, Texas Ranger vor der Kamera. 2001 erhielt er eine Nebenrolle im Kriegsfilm Pearl Harbor.
Heute ist Brown Miteigentümer von Thunder Basin Pictures, einer Produktionsfirma, die Independentfilme produziert. 2010 feierte er mit dem Thriller The Mooring sein Debüt als Filmproduzent und Regieassistent.
Um sich den Lebensunterhalt zu finanzieren, hat Brown eine Ausbildung zum Zimmerer absolviert; auch ist er als Cowboy tätig, und Mitglied der Professional Rodeo Cowboys Association (PRCA).
Über das Privatleben von Thomas Wilson Brown ist nur wenig bekannt. Er ist verheiratet und Familienvater und lebt mit seiner Familie auf ihren drei Farmen in New Mexico, Montana und Kalifornien.

## Filmografie
- 1985: Silverado als Augie
- 1986: Entscheidung am Long Hill (Louis L’Amour’s Down the Long Hills)
- 1989: Liebling, ich habe die Kinder geschrumpft (Honey, I Shrunk the Kids)
- 1990: Ein Mädchen namens Dinky (Welcome Home, Roxy Carmichael)
- 1990–1991: Unter der Sonne Kaliforniens (Knots Landing)
- 1992: Beverly Hills 90210 (Staffel 3 Folge 16 als Joe)
- 1992: Ihr größter Coup (Diggstown)
- 2001: Pearl Harbor (Pearl Harbor)

## Auszeichnungen
- 1991: Nominiert für den Saturn Award für den besten Nachwuchsschauspieler für: Liebling, ich habe die Kinder geschrumpft (Honey, I Shrunk the Kids)